# Rock in Rio (음반)
| 전문가 평가        | 전문가 평가 |
| 평가 점수          | 평가 점수   |
| 출처               | 점수        |
| ------------------ | ----------- |
| AllMusic           | [ 1 ]       |
| PopMatters (video) | favourable  |

《Rock in Rio》는 영국의 헤비 메탈 밴드 아이언 메이든의 라이브 음반과 비디오로 2001년 브라질 락 인 리오 페스티벌에서 Brave New World Tour 마지막 날 밤에 녹음되었다. 이 밴드는 약 25만 명에게 연주를 했고, 그들의 생애에서 두 번째로 많은 관중들 (밴드의 가장 큰 콘서트는 1985년 30만 명의 청중에게 락 인 리오 공연이었다) 그리고 비교적 최근에 리드 싱어 브루스 디킨슨과 기타리스트 아드리안 스미스가 밴드로 복귀하면서, 그들은 다섯 번째 라이브 발매를 녹음했다.
〈Iron Maiden〉과 〈Run to the Hills〉 등 가장 잘 알려진 곡들이 대거 수록돼 있으며, 〈The Wicker Man〉과 타이틀곡 등 《Brave New World》의 6곡이 수록됐다. 또한 블레이즈 베일리 시대의 두 곡, 〈Sign of the Cross〉와 〈The Clansman〉도 공연되었다.
DVD, VHS, UMD로 발행된 이 비디오 발매는 베이시스트 겸 창업자 스티브 해리스가 편집했다. 두 번째 디스크에는 콘서트 외에도 밴드 멤버들과의 인터뷰와 아이언 메이든의 생애에 대한 당일 단편 다큐멘터리, 공식 사진작가 로스 할핀의 사진 등 3가지 특집도 담겨 있다.

## 배경
아이언 메이든의 락 인 리오 페스티벌 공연은 2000년~2001년 투어 Brave New World Tour의 마지막 공연이었다. 행사의 규모에 따라(이날 25만 명의 관객과 10억 명 이상의 전 세계 TV 시청자 추산) 밴드는 다음 더블 라이브 음반과 첫 콘서트 DVD 발매의 기본이 되어야 한다고 판단했다.
이 콘서트를 촬영하기 위해, 이 밴드는 이전에 〈The Wicker Man〉 뮤직 비디오에서 이 그룹과 함께 일했던 미국인 감독 딘 카를 고용했다. 카에 따르면, 18대의 카메라가 리우데자네이루에서 이 쇼를 촬영하기 위해 사용되었고, 이 DVD의 추가 영상은 남미 투어 내내 촬영되었다. 여기에는 칠레에서의 공연이 포함되었는데, 그 동안 카메라는 밴드의 기타와 가수 브루스 디킨슨의 어깨에 부착되었다. 디킨슨은 리오 쇼에 카메라 몇 대가 배치된 것을 달가워하지 않았고, 그가 즉시 파괴한 자신의 무대까지 사다리를 막고 있는 것을 발견했을 때 "조금 변덕스러운 순간"을 겪었다고 고백한다.
그럼에도 불구하고 디킨슨은 이 쇼를 매우 애틋하게 기억하며 "투어를 끝내는 것은 환상적인 방법이었다"면서 "그 날 밤 우리가 쏟아낸 에너지는 그저 믿을 수 없을 정도였다"고 말했다. 밴드가 "잘 연주했다"는 데는 동의했지만 베이시스트 스티브 해리스의 연주 향연은 기술적인 어려움 때문에 방해받았다. 무대 가장자리의 PA 오작동 때문에 해리스는 "밤 내내 내 구역 안에 굳게 있어야 했다"고 말했는데, 이는 그가 원하는 만큼 관중들과 교류할 수 없다는 것을 의미했다.
이전 두 편의 콘서트 영화인 《Maiden England》 (1989년)와 《Donington Live 1992》의 배후에 있었지만 해리스는 "아이언 메이든에 대한 신선한 시선을 원한다"고 말하면서 직접 이 프로젝트를 편집하지 않기로 결정했다. 내 스타일보다 다른 사람의 입력과 방향을 쫓고 있었다"고 말했고, 전문 편집 회사가 대신 채용됐다. 그러나 그가 뉴욕에서 케빈 셜리와 함께 사운드트랙을 프로듀싱하던 중 편집된 내용을 처음 보았을 때 이러한 상황은 달라졌다. 해리스에 따르면, 편집자들은 의도적으로 조명 설비의 초점이 맞지 않는 사진을 포함한 몇 가지 "스타일링 결정"을 선택했는데, 이 결정은 우리를 "끔찍하게 했다"고 한다. 게다가, 제작진들은 두 대의 카메라에서 촬영된 영상도 잃어버렸는데, 이는 기타리스트 데이브 머레이와 아드리안 스미스의 사진이 거의 없다는 것을 의미했다.
이런 상황을 개선하기 위해 해리스는 투어의 결론에 따라 "소진되고 시간 끌 준비가 되어 있다"면서도 마지못해 편집 작업을 직접 맡기로 했다. 원하는 결과를 얻기 위해 해리스는 복잡한 디지털 편집 시스템 사용법을 스스로 터득해야 했고 필요한 모든 장비를 에식스주의 홈 스튜디오에 설치했다. 이는 6개월 이상의 편집을 의미해 개봉일이 연기됐지만 해리스는 결과에 만족하며 첫 콘서트 영화 《Live After Death》보다 낫다고 주장한다.

## 곡 목록
모든 곡들은 특별한 언급이 없는 한 스티브 해리스에 의해 작사/작곡하였다.
| #   | 제목                       | 작사·작곡                              | 오리지널 발매                | 재생 시간 |
| --- | -------------------------- | -------------------------------------- | ---------------------------- | --------- |
| 1.  | 〈Arthur's Farewell〉      | 제리 골드스미스                        |                              | 1:55      |
| 2.  | 〈The Wicker Man〉         | 아드리안 스미스, 해리스, 브루스 디킨슨 | 《Brave New World》 (2000년) | 4:41      |
| 3.  | 〈Ghost of the Navigator〉 | 야닉 거스, 디킨슨, 해리스              | 《Brave New World》 (2000년) | 6:48      |
| 4.  | 〈Brave New World〉        | 데이브 머레이, 해리스, 디킨슨          | 《Brave New World》 (2000년) | 6:06      |
| 5.  | 〈Wrathchild〉             |                                        | 《Killers》 (1981년)         | 3:05      |
| 6.  | 〈2 Minutes to Midnight〉  | 스미스, 디킨슨                         | 《Powerslave》 (1984년)      | 6:26      |
| 7.  | 〈Blood Brothers〉         |                                        | 《Brave New World》 (2000년) | 7:15      |
| 8.  | 〈Sign of the Cross〉      |                                        | 《The X Factor》 (1995년)    | 10:49     |
| 9.  | 〈The Mercenary〉          | 거스, 해리스                           | 《Brave New World》 (2000년) | 4:42      |
| 10. | 〈The Trooper〉            |                                        | 《Piece of Mind》 (1983년)   | 4:33      |

| #  | 제목                        | 작사·작곡                 | 오리지널 발매                             | 재생 시간 |
| -- | --------------------------- | ------------------------- | ----------------------------------------- | --------- |
| 1. | 〈Dream of Mirrors〉        | 거스, 해리스              | 《Brave New World》 (2000년)              | 9:37      |
| 2. | 〈The Clansman〉            |                           | 《Virtual XI》 (1998년)                   | 9:19      |
| 3. | 〈 The Evil That Men Do〉   | 스미스, 디킨슨, 해리스    | 《Seventh Son of a Seventh Son》 (1988년) | 4:40      |
| 4. | 〈Fear of the Dark〉        |                           | 《Fear of the Dark》 (1992년)             | 7:40      |
| 5. | 〈Iron Maiden〉             |                           | 《Iron Maiden》 (1980년)                  | 5:51      |
| 6. | 〈The Number of the Beast〉 |                           | 《The Number of the Beast》 (1982년)      | 5:00      |
| 7. | 〈Hallowed Be Thy Name〉    |                           | 《The Number of the Beast》 (1982년)      | 7:23      |
| 8. | 〈Sanctuary〉               | 해리스, 머레이, 폴 디애노 | 《Iron Maiden》 (1980년)                  | 5:17      |
| 9. | 〈Run to the Hills〉        |                           | 《The Number of the Beast》 (1982년)      | 4:59      |

## 인증

### 비디오
| 국가                                                  | 인증        | 판매량/출하량 |
| ----------------------------------------------------- | ----------- | ------------- |
| 아르헨티나 (CAPIF)                                    | 플래티넘    | 8,000^        |
| 오스트레일리아 (ARIA)                                 | 골드        | 7,500^        |
| 캐나다 (뮤직 캐나다)                                  | 2× 플래티넘 | 20,000^       |
| 독일 (BVMI)                                           | 골드        | 25,000^       |
| 폴란드 (ZPAV)                                         | 골드        | 5,000*        |
| 영국 (BPI)                                            | 플래티넘    | 50,000^       |
| 미국 (RIAA)                                           | 플래티넘    | 50,000^       |
| *판매량을 기반으로 한 인증 ^출하량을 기반으로 한 인증 |             |               |